# Giant (filme)
Giant (bra: Assim Caminha a Humanidade; prt: O Gigante) é um filme norte-americano de 1956, do gênero drama, dirigido por George Stevens, que ganhou Oscar de melhor diretor. O roteiro do filme é baseado em um romance de Edna Ferber. Marca a derradeira atuação de James Dean no cinema; ele morreu antes mesmo de ver o filme concluído. O filme foi considerado pela revista Time o mais contundente legado anti-intolerância racial jamais levado às telas, o retrato de uma era.

## Sinopse
O filme conta a história de Leslie (Elizabeth Taylor), Bick (Rock Hudson) e Jett (James Dean). Bick conheceu Leslie quando foi a casa do pai dela comprar um cavalo premiado e os dois se apaixonam. Eles se casam e vão para o Texas - terra de Bick - e lá constroem sua família, no rancho Reata. 
Ali perto mora Jett, que de certa forma é inimigo de Bick. A cada dia que passa os dois continuam se odiando, mesmo quando Jett enriquece e se torna um magnata do petróleo.

## Elenco principal
- Elizabeth Taylor ....  Leslie Lynnton Benedict
- Rock Hudson ....  Jordan Benedict Jr. ('Bick')
- James Dean ....  Jett Rink
- Carroll Baker ....  Luz Benedict II
- Jane Withers ....  Vashti Snythe
- Chill Wills ....  tio Bawley
- Mercedes McCambridge ....  Luz Benedict
- Dennis Hopper ....  Jordan Benedict III ('Jordy')
- Sal Mineo ....  Angel Obregón II
- Rod Taylor ....  Sir David Karfrey

## Principais prêmios e indicações
Oscar 1957
- Vencedor na categoria de melhor diretor.
- Recebeu mais nove indicações, nas categorias de melhor filme, melhor ator (Rock Hudson e James Dean), melhor atriz coadjuvante (Mercedes McCambridge), melhor direção de arte - filme colorido, melhor figurino - filme colorido, melhor edição, melhor trilha sonora e melhor roteiro adaptado.

Prêmio David di Donatello 1957

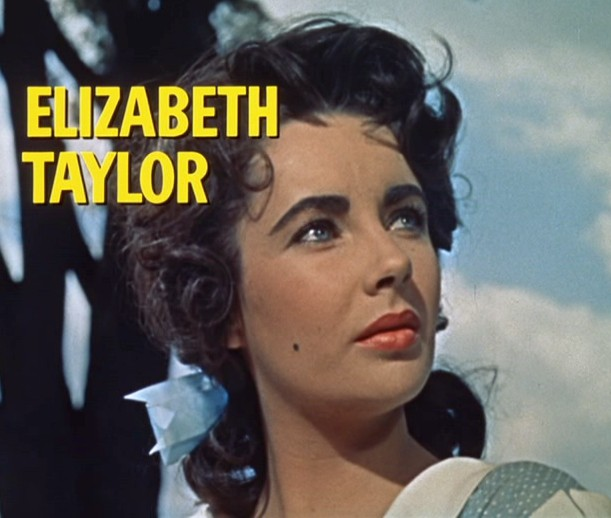
Elizabeth Taylor em Giant

- Vencedor na categoria melhor produção estrangeira[3]

Globo de Ouro 1957
- Indicado nas categorias de melhor filme - drama e melhor diretor.